# Jazz & Now
Jazz & Now was een Japans platenlabel dat in de periode 1983-1990 verschillende jazz-platen uitbracht. De albums waren van Han Bennink met Willem Breuker (The New Acoustic Swing Duo, 1984), Evan Parker, Barry Guy en Nachtluft. Het label was gevestigd in Sendai.